# Lode Baekelmans

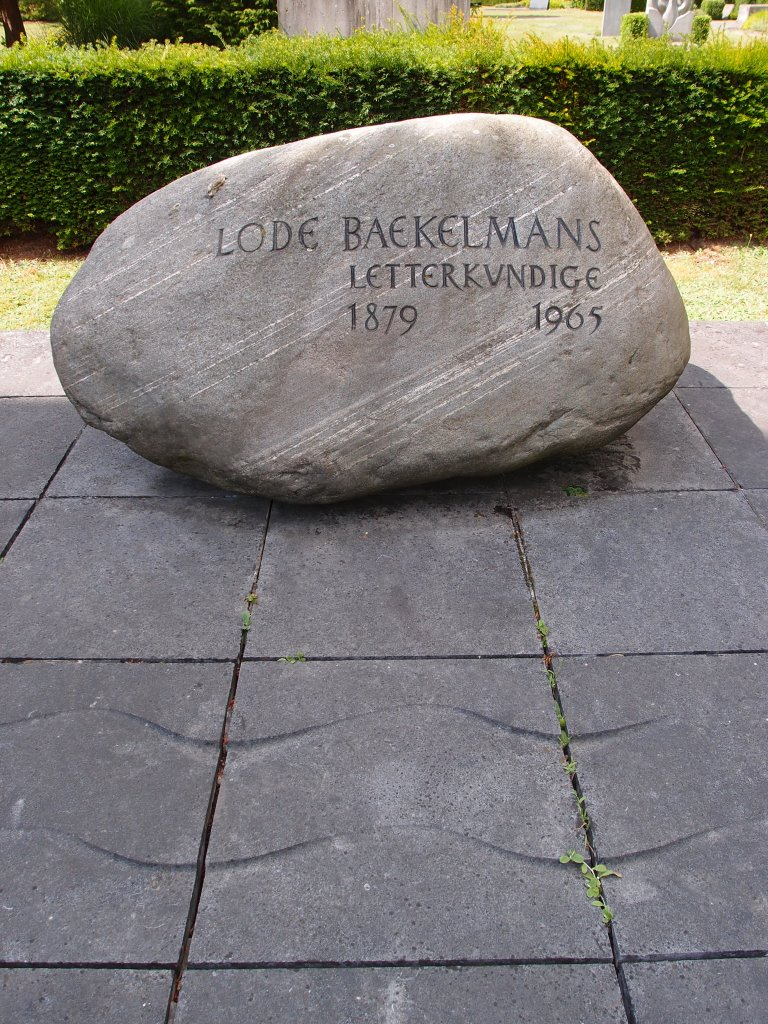
Graf van Lode Baekelmans

Ludovicus Henricus (Lode) Baekelmans (Antwerpen, 26 januari 1879 - aldaar, 11 mei 1965) was een Belgisch naturalistisch schrijver.

## Levensloop
Hij schreef heel wat volkse verhalen met het Antwerpse schippersmilieu als decor. Tot zijn bekendste romans behoren Tille, Mijnheer Snepvangers en Het rad van avontuur.
Daarnaast was hij professioneel actief eerst als stadsbediende waar hij doorgroeide tot de functie van Antwerps hoofdbibliothecaris : in 1933 volgde hij Emmanuel de Bom op aan het hoofd van de Stedelijke Hoofdbibliotheek, nu Erfgoedbibliotheek Hendrik Conscience, een functie die hij uitoefende tot aan zijn pensionering in 1945. Hij was medestichter van NAVEA, De Nationale Vereeniging voor Auteursrecht, voorloper van het huidige SABAM, het Archief en Museum voor het Vlaamse Cultuurleven en de Vlaamse Vereniging voor Bibliotheekwezen. Baekelmans was tevens geruime tijd voorzitter van de Vereniging van Vlaamse Letterkundigen. Verder was hij ook leerkracht en initiatiefnemer en redacteur bij Alvoorder.
Lode Baekelmans ligt begraven op het erepark van het Antwerps kerkhof Schoonselhof. Na zijn overlijden werd de Lode Baekelmansprijs in het leven geroepen.